# پنیر دونلوب
پنیر دانلوپ (به انگلیسی: Dunlop cheese) نام نوعی پنیر نرم اسکاتلندی است که از نظر ظاهری شبیه به پنیر چدار بوده و نخستین بار در دانلوپ در ایرشایر شرقی در اسکاتلند تولید شده است.